# Africanacetus
Africanacetus — вимерлий рід зифіїдних китоподібних, відомий за черепами, знайденими в відкладеннях морського дна від пізнього міоцену до раннього пліоцену біля берегів ПАР (Банзаре Банк) і Бразилії (хребет Сан-Паулу).

## Систематика
Відомі два види: A. ceratopsis і A. gracilis. Обидва відрізняються своїми пропорціями черепа, при цьому A. gracilis має більш тонкий череп, ніж A. ceratopsis.